# 柴克·艾弗隆
柴克瑞·大衛·亞歷山大·艾弗隆（英語：Zachary David Alexander Efron，1987年10月18日—），美國男演員，早期以演出迪士尼原創電影《歌舞青春》系列而成名，近年因練出一身肌肉，脫離早期形象，並演出了多部劇情片跟喜劇片，也逐漸地開始演出高預算商業片，近年來的作品有《惡鄰纏身》系列，《阿公歐買尬》，《婚禮玩很大》，《海灘救護隊》，《大娛樂家》等，2019年，艾弗隆演出傳記犯罪驚悚片《極惡人魔》的連續殺人魔泰德·邦迪。

## 早年生活
柴克生於美國加州聖路易斯-奧比斯保（San Luis Obispo）的一個猶太教家庭，但他卻是個無神論者。他的父母親分別是Starla Baskett和David Efron。柴克的曾祖父母是來自波蘭的猶太人。柴克的姓氏Efron（אפרון），是猶太人姓氏，它是希伯來語，取自聖經中的一個地名。柴克曾經形容自己是猶太人。在他幼年時，他的家人遷往加州大阿罗约（Arroyo Grande）。他有一個比他小四歲的弟弟Dylan Efron。在2006年，他畢業於Arroyo Grande High School，後來被南加州大學錄取，但未入學。他還參加了位於加利福尼亞州聖瑪麗亞的社區學院太平洋表演藝術學院，並在2000年和2001年期間表演。

## 事業
2002-2006：早期職業生涯
艾弗隆於2002年初開始演出，曾在多個電視連續劇中扮演配角，包括Firefly，ER和The Guardian。2004年，他開始在WB系列Summerland的第一季中扮演一個常設角色。對於2005年播出的節目的第二季，他被提升為主演。他還出現在一些電影中，包括電視電影Miracle Run（2004），因為他演出兩個自閉症雙胞胎之一的表現獲得了青年藝術家獎提名。
2006-2009：《歌舞青春》和突破
艾弗隆的職業生涯與2006 年1月在迪士尼頻道首映的青少年音樂電視電影“《歌舞青春》”(High School Musical)（2006）達到了一個轉折點。這部電影被描述為羅密歐與朱麗葉的現代改編，看到艾弗隆扮演男主角特洛伊·波頓(Troy Bolton)是一名高中籃球運動員。這部電影的女主角凡妮莎·哈金斯和其他配角Ashley Tisdale，Lucas Grabeel，Corbin Bleu和Monique Coleman在演出中也取得了巨大成功，並幫助艾弗隆在青少年觀眾中獲得認可。這部電影的配樂由RIAA認證，使其成為美國年度最暢銷的專輯之一。但當有人發現他的聲音與Drew Seeley的聲音混合在一起時，艾弗隆澄清說這些歌曲（為男高音而寫）是在他演出之前寫的，因此不適合他的男中音聲音範圍。在隨後的續集電影中，艾弗隆都由自己來唱。
接下來，艾弗隆在2002年百老匯同名音樂喜劇電影“《髮膠明星夢》”（2007）中扮演Link Larkin的角色。這部電影在2007年7月發行後獲得商業成功。那年年底時，他確認為在2007年8月在迪士尼頻道播出的“《歌舞青春2》”（High School Musical 2)（2007）中繼續演出Troy Bolton。
艾弗隆再2008年繼續演出“《歌舞青春3：畢業季》”（High School Musical 3：Senior Year ）的Troy Bolton，本集將不只在迪士尼頻道播映，也同時在劇院上映。這部電影成為票房大片，並受到評論家的積極評價。他隨後演出商業上成功的喜劇“《回到17歲》”（2009）講述了一名37歲的男子（Mike O'Donnell ），他在一次偶然事故後變成了他17歲的自己。
2009-2014：其他演出
艾弗隆的下一部電影是Richard Linklater的時代劇“《星夢傳奇：奧森威爾斯與我》”，該劇於2008年9月在多倫多國際電影節上首映，並於2009年底獲得廣泛發行。該片獲得了評論家的積極評價。他接下來扮演了超自然浪漫劇“ 《生死情緣》”（2010年）中的主角，儘管收到了評論家的大部分負面評論，但在票房上取得了一定的成功。
艾弗隆接下來出現在“《101次新年快樂》”(New Year's Eve)（2011年）的大型演員陣容中，其中描繪了一系列不同角色的故事。這部電影幾乎得到了評論家的一致否定評論，但在票房上取得了重大成功。他還在2012 年1月在聖丹斯電影節上首映並在當年晚些時候獲得有限發行極其成功的“《文科戀曲》”（2012）中擔任配角。他還主演在與妮可·基曼，馬修·麥康納，大衛·奧伊羅，和約翰·庫薩克的“《性腥聞》”(The Paperboy)（2012年）中，於2012年5月在戛納電影節上首映，並在當年晚些時候獲得更廣泛的發行。這部電影受到了評論家的負面評價。
在向商業上成功的動畫電影“《羅雷司》”(The Lorax)（2012）配音之後，他出演了愛情片“《幸運符》”(The Lucky One)（2012）中的男主角，該片以尼古拉斯·斯帕克斯的同名小說為基礎。儘管有評論家的負面評論，這部電影仍然成為票房的主要成功。他還主演了“《玩命代價》”(At Any Price)，首演於2012威尼斯國際電影節，並演出“《關鍵目擊》”(Parkland)，首演於2013威尼斯國際電影節。這兩部電影都得到了評論家的好評。
艾弗隆2014年首次演出的是浪漫喜劇“《約會進行時》”(That Awkward Moment)，他也是其中一位執行製片人。這部影片由艾弗隆和麥爾斯·泰勒(Miles Teller)以及麥可·B·喬丹(Michael B. Jordan)共同主演，雖然受到了評論家的大多數負面評論，但卻取得了溫和的商業成功。
2014年至今：商業片上的成功
2014年底，艾弗隆出現在成人喜劇“《惡鄰纏身》”(Neighbors)（2014）中，與塞斯·羅根、蘿絲·拜恩、戴夫·弗蘭科共同主演。這部影片圍繞著一對年輕夫婦展開，由塞斯·羅根和塞蘿絲·拜恩扮演，他們努力撫養他們的女兒，同時住在艾弗隆扮演的由其領導的兄弟會的房子旁邊。這部電影取得了巨大的商業成功，並獲得了評論家們的積極評價，他們還說，艾弗隆成功地擺脫了他的“迪士尼小子”男孩形象。
艾弗隆在2015年唯一演出的是普通成功的“《音浪青春》”(We Are Your Friends)（2015），在那裡他扮演了一個苦苦掙扎的DJ。2016年1月，他與勞勃·狄尼洛（Robert De Niro）一起出演成人喜劇“ 《阿公歐買尬》”（Dirty Grandpa），講述悶騷的律師在婚前跑去找他風流的阿公所發生的一連串趣事。這部電影主要收到評論家對其粗俗幽默的負面評價，但在其發行後取得了商業上的成功。隨後他與塞斯·羅根、蘿絲·拜恩、戴夫·弗蘭科共同出演喜劇電影續集“《惡鄰纏身2》”(Neighbors 2: Sorority Rising)在2016年5月發行後，這部電影取得了商業性和關鍵性的成功。影片跟隨同一對夫婦（羅根和拜恩），他們與前競爭對手（艾弗隆）合作，對抗一名由新生帶領的硬派聯誼會（Moretz）。他在七月發行的當年第三部喜劇片是“《婚禮玩很大》”(Mike And Dave Need Wedding Dates)，他與亞當·迪凡扮演一對兄弟以及安娜·坎卓克、奧布瑞·普拉薩共同主演。
2017年，艾弗隆出演了5月份發行的同名電視連續劇動作喜劇電影版“《海灘救護隊》”(Baywatch)。電影以巨石強森、艾弗隆、亞歷珊卓·妲妲里奧、凱莉·羅巴克為主角。同樣在2017年，艾弗隆在12月發行的兩部傳記電影中擔任配角，“《大災難家》”(The Disaster Artist)是一部由詹姆斯·法蘭科執導並主演的喜劇電影，另一部則是“《大娛樂家》”(The Greatest Showman)中，與休·傑克曼合作。兩者都被提名為第75屆金球獎最佳音樂及喜劇電影。
2019年，艾弗隆在電影《放浪海灘(暫譯)》(The Beach Bum)演出。同年，艾弗隆還演出傳記犯罪驚悚片“《極惡人魔》”的連續殺人魔泰德·邦迪。與莉莉·柯林斯對戲。這部電影於2019年1月26日在日舞影展進行全球首映，並於5月3日由Netflix發行，台灣則是在5月17日上映。
2020年，艾弗隆在華納兄弟的新版史酷比狗電影《Scoob》中配音弗雷德·瓊斯(Fred)的角色。

## 私人生活
柴克·艾佛隆2005年拍攝歌舞青春時認識了凡妮莎·安·哈金斯， 並因而假戲真做成了真實生活中的情侶。謠言稱凡妮莎和查克兩人在日本替歌舞青春3做宣傳時，查克曾向凡妮莎求婚，但兩人已經證實此事純屬媒體虛構。兩人先後於4月15日和5月7日接受《艾倫·狄珍妮秀》，並向各位粉絲澄清此事。但兩人於2010年12月初分手，原因是兩人之間的感情不再。
艾佛隆於2008年入選Forbes Celebrity 100榜單，排名第92位，估計2007年6月至2008年6月的收入為580萬美元。2009年4月，他的個人財富約為1000萬美元。2015年5月，艾佛隆的淨資產為1800萬美元。
2010年，艾佛隆在華納兄弟之下創辦了自己的製作公司Ninjas Runnin'Wild。該公司參與製作他的電影《阿公歐買尬》和《極惡人魔》等。
2019年3月，艾佛隆設立了自已的youtube頻道，影片內容都是以健身和極限運動有關。

## 作品列表

### 電影
| 年份 | 標題                  | 角色                            | 附註         | 來源          |
| ---- | --------------------- | ------------------------------- | ------------ | ------------- |
| 2003 | 《梅琳達的世界》      | Stuart Wasser                   |              | [ 6 ]         |
| 2005 | 《賽馬小天王》        | Patrick McCardle                |              | [ 7 ]         |
| 2006 | 《歌舞青春》          | Troy Bolton                     |              |               |
| 2007 | 《髮膠明星夢》        | Link Larkin                     |              | [ 8 ]         |
| 2007 | 《歌舞青春2》         | Troy Bolton                     |              |               |
| 2008 | 《歌舞青春3：畢業季》 | Troy Bolton                     |              | [ 9 ]         |
| 2008 | 《我和奥逊·威尔斯》   | Richard Samuels                 |              | [ 10 ]        |
| 2009 | 《回到17歲》          | Mike O'Donnell                  |              | [ 11 ]        |
| 2010 | 《生死情緣》          | Charlie St. Cloud               |              | [ 12 ]        |
| 2011 | 《新年前夜》          | Paul                            |              | [ 13 ]        |
| 2012 | 《玩命代價》          | Dean Whipple                    |              | [ 14 ]        |
| 2012 | 《文科恋曲》          | Nat                             |              | [ 15 ]        |
| 2012 | 《羅雷司》            | Ted Wiggins                     | 配音         | [ 16 ]        |
| 2012 | 《幸運符》            | Logan Thibault                  |              | [ 17 ]        |
| 2012 | 《性腥聞》            | Jack Jansen                     |              | [ 18 ]        |
| 2013 | 《帕克兰医院》        | Dr. Charles James "Jim" Carrico |              | [ 19 ]        |
| 2014 | 《邻居大战》          | Teddy Sanders                   |              | [ 20 ]        |
| 2014 | 《約會進行時》        | Jason                           | 兼執行製片人 | [ 21 ] [ 22 ] |
| 2015 | 《音浪青春》          | Cole Carter                     |              | [ 23 ]        |
| 2016 | 《阿公歐買尬》        | Jason Kelly                     |              | [ 24 ]        |
| 2016 | 《婚禮玩很大》        | Dave Stangle                    |              | [ 25 ]        |
| 2016 | 《惡鄰纏身2》         | Teddy Sanders                   |              | [ 26 ]        |
| 2017 | 《海灘救護隊》        | Matt Brody                      |              | [ 27 ]        |
| 2017 | 《大災難家》          | 丹·詹伊堅／Chris-R              |              | [ 28 ]        |
| 2017 | 《大娛樂家》          | Phillip Carlyle                 |              | [ 29 ]        |
| 2019 | 《海邊沒有派對》      | Flicker                         |              | [ 30 ]        |
| 2019 | 《極惡人魔》          | 泰德·邦迪                       | 兼執行製片人 | [ 32 ]        |
| 2020 | 《狗狗史酷比！》      | 費德·瓊斯                       | 配音         | [ 33 ]        |
| 2021 | 《拯救拉爾夫》        | Bobby                           | 短片；配音   | [ 34 ]        |
| 2022 | 《掘金》              | Virgil                          |              | [ 35 ]        |
| 2022 | 《燃火的女孩》        | Andy McGee                      |              | [ 36 ]        |
| 2022 | 《在前線乾杯》        | 約翰·「弱雞」·多諾修            |              | [ 37 ]        |
| 2023 | 《鐵爪》              | 凱文·馮·艾瑞克                  |              | [ 38 ]        |
| 2024 | 《冒牌死黨》          | Dean                            |              | [ 39 ]        |
| 2024 | 《非常家務事》        | Chris Cole                      |              | [ 40 ]        |

### 電視
| 年份      | 標題                                                         | 角色             | 附註                                      | 來源   |
| --------- | ------------------------------------------------------------ | ---------------- | ----------------------------------------- | ------ |
| 2002      | 《螢火蟲》                                                   | Young Simon Tam  | 單集："安全"                              | [ 41 ] |
| 2003      | 《卡爾·蘭克的廣闊世界》（The Big Wide World of Carl Laemke） | Pete Laemke      | 電視電影                                  | [ 42 ] |
| 2003      | 《仁心仁術》                                                 | Bobby Neville    | 單集："Dear Abby"                         | [ 43 ] |
| 2004      | 《神奇之旅》                                                 | Stephen Morgan   | 電視電影                                  | [ 44 ] |
| 2004      | 《三合一》（Triple Play）                                    | Harry Fuller     | 電視電影                                  | [ 45 ] |
| 2004–2005 | 《海岸情缘》                                                 | Cameron Bale     | 主演                                      | [ 46 ] |
| 2005      | 《CSI犯罪現場：邁阿密》                                      | Seth Dawson      | 單集："Sex & Taxes"                       | [ 47 ] |
| 2006      | 《偷天盜影》                                                 | 披薩外賣小哥     | 單集："Pilot"                             | [ 48 ] |
| 2006      | 《歌舞青春》                                                 | Troy Bolton      | 電視電影                                  | [ 9 ]  |
| 2006      | 《家即歸屬》（If You Lived Here, You'd Be Home Now）         | Cody             | 電視電影                                  | [ 49 ] |
| 2006      | 《重返犯罪現場》                                             | Daniel Austin    | 單集："Deception"                         | [ 50 ] |
| 2006      | 《替身計畫》                                                 | Davey Hunkerhoff | 配音；單集："Davey Hunkerhoff/Ratted Out" | [ 51 ] |
| 2006      | 《小查與寇弟的頂級生活》                                     | Trevor           | 單集："Odd Couples"                       | [ 52 ] |
| 2007      | 《歌舞青春2》                                                | Troy Bolton      | 電視電影                                  | [ 9 ]  |
| 2009      | 《我家也有大明星》                                           | 他自己           | 單集："Security Briefs"                   | [ 53 ] |
| 2009–2016 | 《機器雞》                                                   | 各種角色         | 配音；5集                                 | [ 54 ] |
| 2019      | 《人类发现》（Human Discoveries）                            | Gary             | 配音；主演                                | [ 55 ] |
| 2020–     | 《柴克·艾弗隆：擁抱旅行》                                    | 他自己           | 紀錄劇集                                  | [ 56 ] |

### MV
| 年份 | 標題                        | 藝人          | 專輯         | 來源   |
| ---- | --------------------------- | ------------- | ------------ | ------ |
| 2005 | 〈病入膏肓〉（Sick Inside） | 荷普·帕洛     | 《我們是誰》 | [ 57 ] |
| 2007 | 〈說OK〉                    | 凡妮莎·哈金斯 | 《V》        | [ 58 ] |

## 外部連結
- 官方网站
- 柴克·艾弗隆的Instagram帳戶
- 柴克·艾弗隆在互联网电影资料库（IMDb）上的資料（英文）
- 在AllMovie上柴克·艾弗隆的頁面（英文）
- Zac Efron （页面存档备份，存于） at TV Guide